# Jalal ad-Din Mingburnu
Jalal ad-Din Mingburnu (persa: جلال ‌الدین خوارزمشاه; nombre completo: Jalal ad-Dunya wa ad-Din Abul-Muzaffar Manguberdi ibn Muhammad) o Manguberdi (túrquico), también conocido como Jalâl ad-Dîn Khwârazmshâh, fue el último gobernante del Imperio Jorezmita. Nacido hacia 1199 aproximadamente era hijo de Ala ad-Din Muhammad II. Después de la derrota de su padre, por Genghis Khan en 1220, Jalal ad-Din Mengübirti llegó al poder, pero rechazó el título de sah que su padre había asumido, y se llamó a sí mismo simplemente sultán. Jalal ad-Din se retiró con las fuerzas jorezmitas restantes, mientras eran perseguidos por un ejército mongol y en la batalla de Parwan, al norte de Kabul, derrotó a los mongoles.

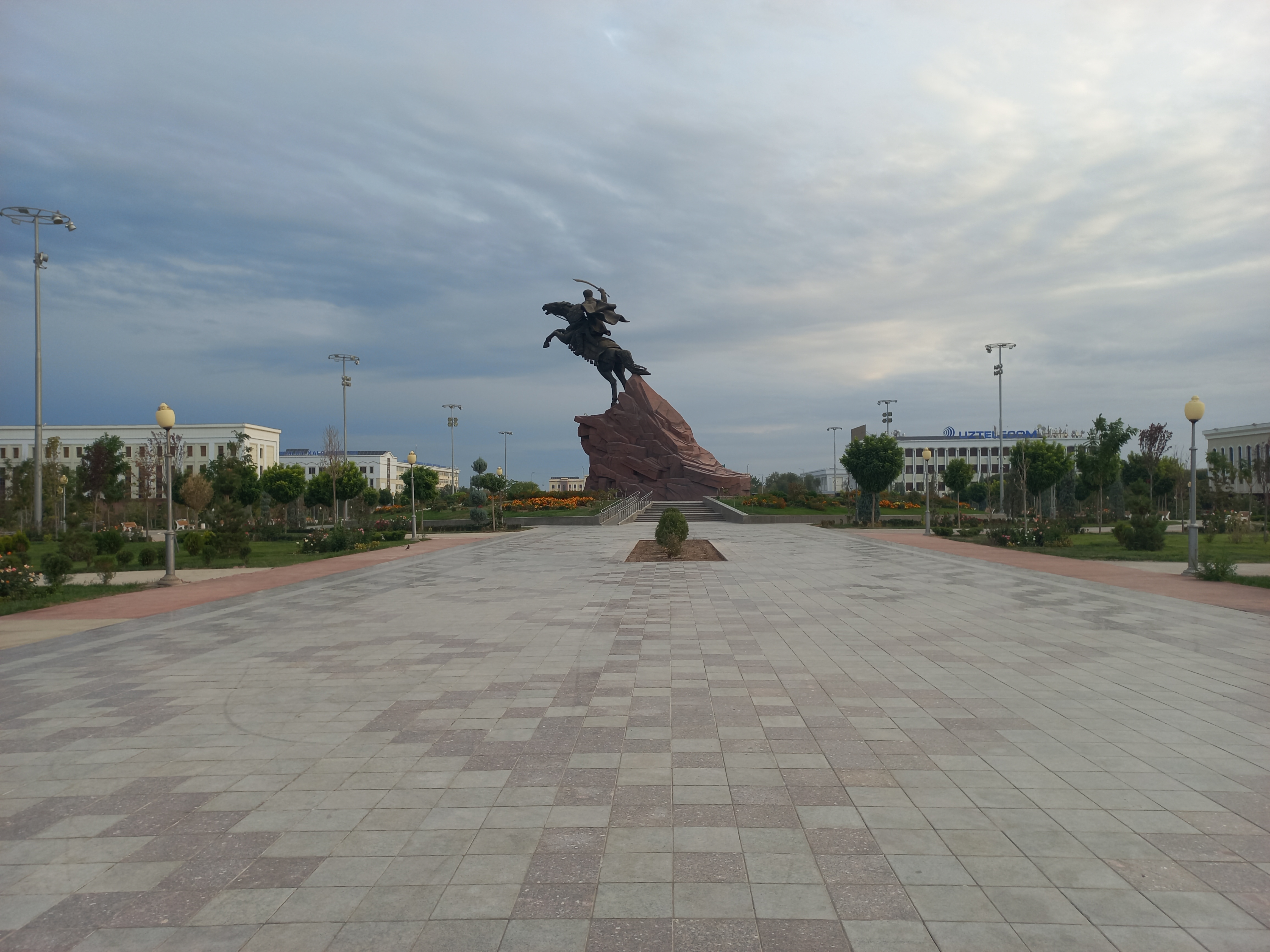
Estatua ecuestre en Urgench

Debido a la invasión mongola, el saqueo de Samarcanda y a la deserción de sus aliados afganos, Jalal ad-Din se vio forzado a huir a la India.: 445 : 307  En el río Indo, sin embargo, los mongoles dieron con él y diezmaron sus fuerzas junto con miles de refugiados en la batalla del Indo de otoño de 1221.: 446  Escapó y buscó asilo en el sultanato de Delhi pero Iltutmish le negó el asilo en deferencia a su relación con el califato abasí. 
Jalal ad-Din Mingburnu pasó tres años en su exilio en la India. En 1223 Mingburnu entró en una alianza con los khokhars y capturó Lahore y gran parte del Punjab. Solicitó una alianza con Iltutmish contra los mongoles. El sultán de Delhi se negó, no deseando entrar en conflicto con Genghis Khan y marchó hacia Lahore a la cabeza de un gran ejército. Mingburnu se retiró de Lahore y se movió hacia Uchch infligiendo una severa derrota a su gobernante Nasir-ud-Din Qabacha, y saqueando Sindh y el norte de Gujarat antes de regresar a Persia a inicios de 1224 tras enterarse de los éxitos de su último hermano Ghijath ad-Din Pir-Schah en el golfo pérsico, al oeste del actual Irán.
Consiguió un ejército y restableció un reino. Los gobernadores de Kermán (capital Qutlughchaniden) y Fars (dinastía túrquica Salghúrida) se le sometieron. Se hizo con el Juzestán, amenazando a los califas de Bagdad. Sin embargo, nunca consolidó su poder, y pasó el resto de sus días luchando contra los mongoles, pretendientes al trono y los turcos seljúcidas de Rum. Perdió su poder sobre Persia en una batalla contra los mongoles en las montañas Alborz y huyó al Cáucaso, para capturar Azerbaiyán y derrocar a sus atabeg en la primavera de 1225, estableciendo su capital en Tabriz. Posteriormente venció al Reino de Georgia en batalla cerca de Garni, pudo tomar Tiflis pero los azeríes se rebelaron y debió someterlos. Finalmente, saqueó Tiflis el 9 de marzo de 1226, destruyendo todas las iglesias y masacrando a la población cristiana de la ciudad. Ocupado en combatir a los ayubidas de Ahlat, no pudo impedir a los georgianos y armenios capturar Tiflis, pero reaccionó en cuanto pudo y los cristianos debieron retirarse sin pelear. 
En 1227 Jalal ad-Din obtuvo una breve victoria sobre los selyúcidas. Es vencido por los mongoles en agosto de 1228 en Isfahán, donde casi es capturado; buscando aliarse con el califa, quien estaba más interesado en ayudar a los georgianos a enfrentarlo. En 1229 envía un ejército hasta Derbent, que acampa a orillas del lago Seván en dos campamentos. Los cristianos asaltan y destruyen uno de los campamentos, los jorezmitas sobrevivientes se retiran. Jalal ad-Din avanzó y la reina Rusudan contrató  mercenarios cumanos y osetios para fortalecer sus mermadas fuerzas. En la batalla de Bolnisi en la primavera de ese año. Los cumanos se cambiaron de bando y los jorezmitas ganaron el combate. Después asedia los fuertes de Gagi y Kvarin y se retiró en el otoño.
El 14 de abril de 1230 capturó la ciudad de Akhlat de los ayubidas (tras atacarla sin éxito en 1226 y 1229). Esto motiva una alianza entre selyúcidas y ayubidas. El 10 de agosto es derrotado por el sultán Kayqubad I en Erzincan en el Alto Éufrates en la batalla de Yassıçemen. Evacúa Akhlat y escapó a Diyarbakir. Además, el general mongol Chormagan ataca en el invierno de 1230-1231 Azerbaiyán aprovechando su debilidad. Incapaz de movilizar un nuevo ejército se refugia en Kapan, para morir a manos de un asesino kurdo contratado por los selyúcidas en agosto de 1231.